# Diego López Bueno
Diego López Bueno (ca. 1568 - Sevilla, 1632), fue un artista polifacético, ensamblador (constructor de retablos), arquitecto y escultor. 

## Biografía

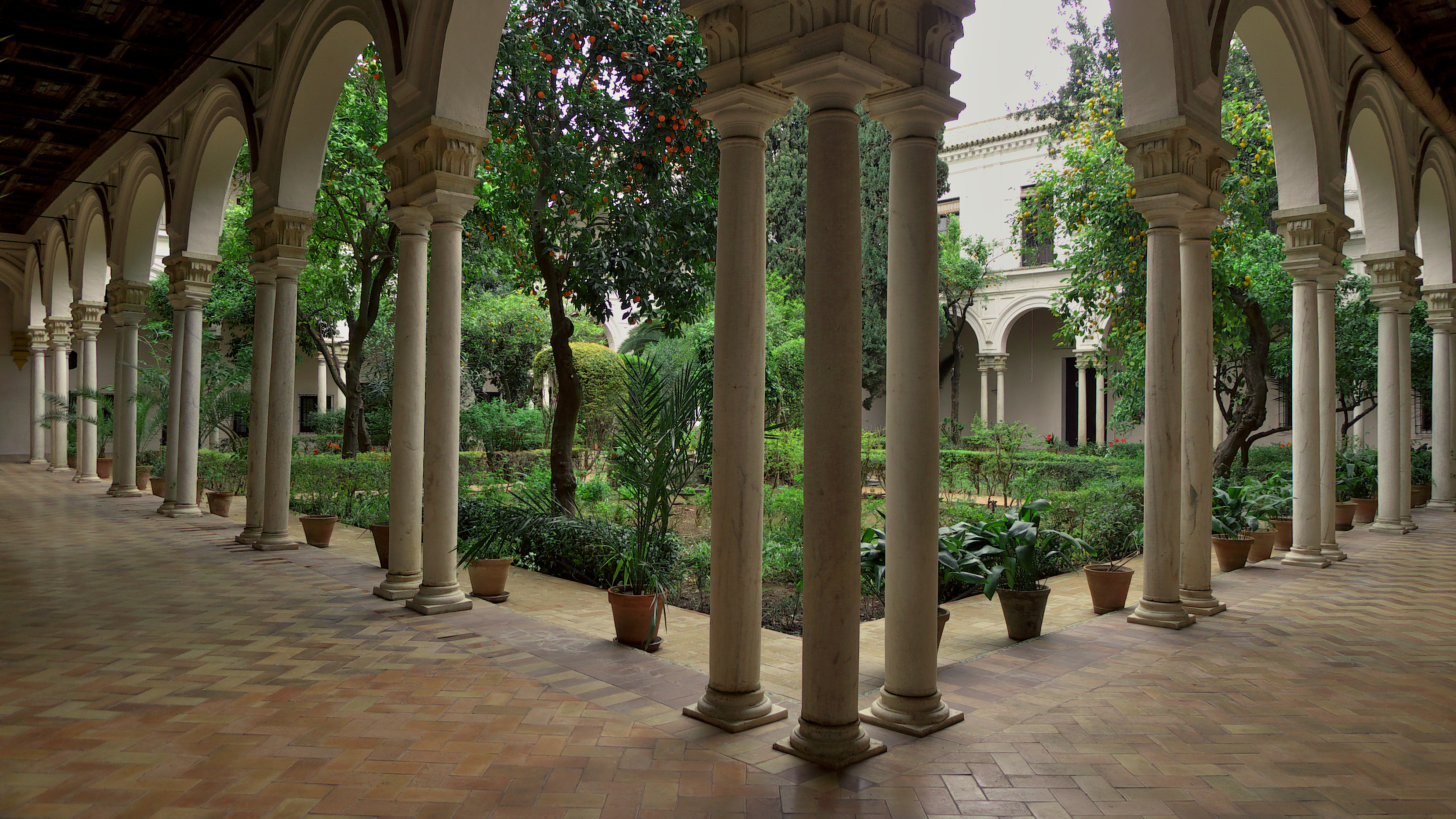
Monasterio de San Clemente. Sevilla.

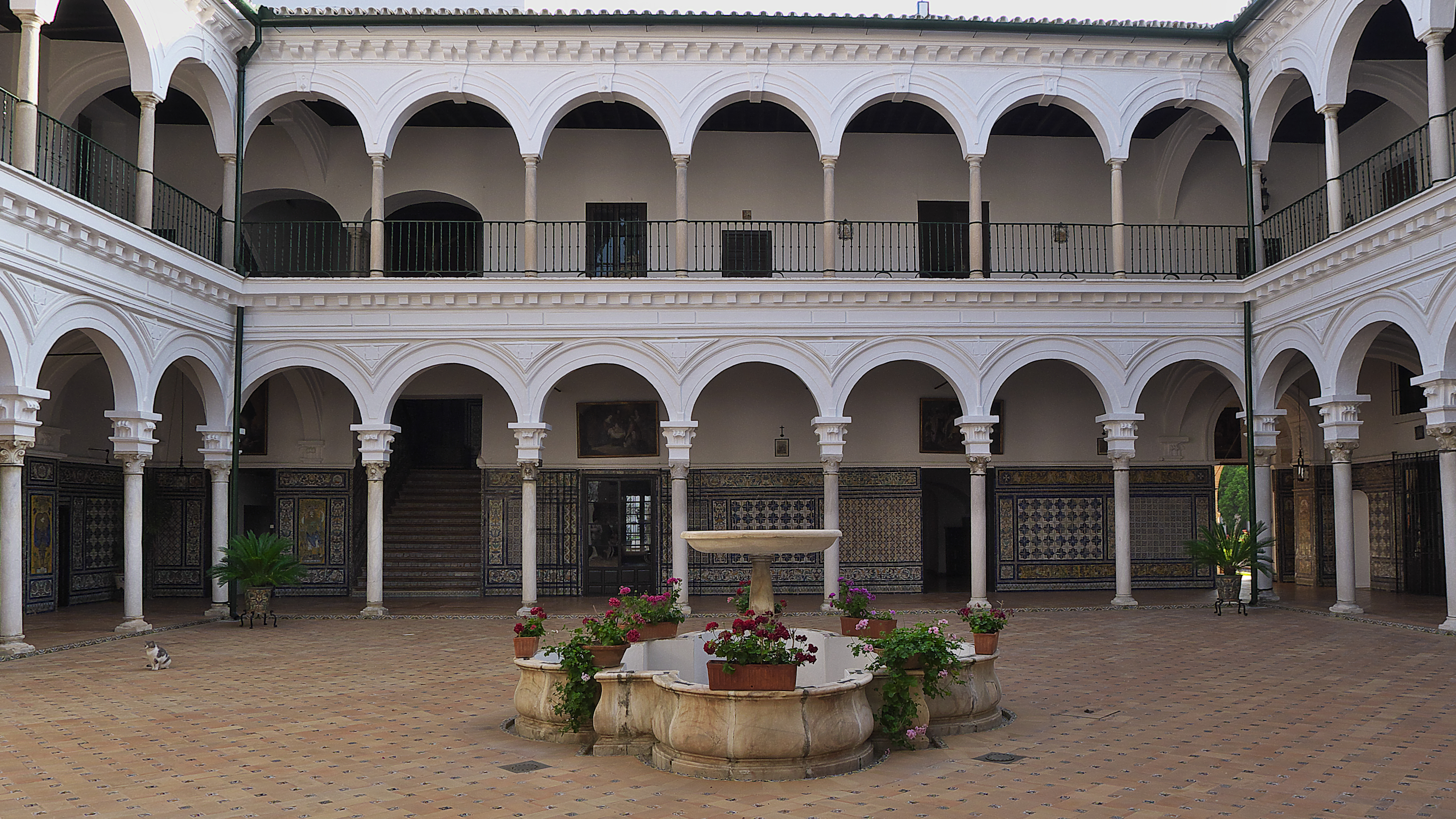
Claustro del convento de Santa Paula. Sevilla.

Sus inicios artísticos tuvieron lugar en Sevilla, formándose en el ambiente renacentista de la ciudad, bajo la influencia del arquitecto Hernán Ruiz, el Joven, aunque su actividad debemos enmarcarla dentro del periodo inicial del Barroco que corresponde a las primeras décadas del siglo XVII.
Consumado retablista, dejó gran número de obras en este campo, muchas de ellas retablos pictóricos en los que no realizó el diseño, sino la construcción. Destacan por ejemplo el retablo mayor de la iglesia del hospital de las Cinco Llagas de Sevilla, diseñado por Asensio de Maeda (1601), y el que confeccionó para la capilla de San Pedro de la catedral de Sevilla, que contiene diferentes pinturas de Zurbarán (1619). Algunas obras fueron destinadas a tierras americanas, como el retablo del convento de Santo Domingo de Panamá. También realizó esculturas en madera, sirviendo de ejemplo las tallas de San Pedro y San Pablo que se encuentran en la iglesia parroquial de Santa María de Gracia de Espera (provincia de Cádiz) flanqueando el sagrario (1629).
Desde 1612 hasta 1628 trabajó como arquitecto para la archidiócesis, realizando diversos diseños para edificios religiosos, entre ellos la portada norte de la iglesia de San Lorenzo y la portada lateral de la iglesia de San Pedro de Sevilla.
Entre 1628 y 1632 participó en varias obras en el Alcázar de Sevilla, como el Monte Parnaso que se construyó en los jardines del Laberinto en 1629 según diseño de Jerónimo de Guzmán.